# Henry Bradley
Henry Bradley (Manchester, 1845 – Oxford, 1923) è stato un filologo britannico.
Allievo di Walter William Skeat, nel 1915 assunse la direzione del New English Dictionary.